# Bestwinka
Bestwinka je vesnice v jižním Polsku ve Slezském vojvodství v okrese Bílsko-Bělá v gmině Bestwina. Leží na řece Łękawka ve Wilamovském podhůří. V roce zde žilo 1 679 obyvatel, rozloha obce činí 4,55 km².
Poprvé byla zmiňovaná v roce 1563 jako Bestwina Dolna (Dolní Bestwina). Patřila Osvětimskému knížectví a s ním byla součástí nejdřív Českého království, poté v letech 1457–1772 Polska, resp. polsko-litevské říše, a následně Habsburské monarchii. Z hlediska kulturně-geografického se řadí k Malopolsku, resp. Západní Haliči. Mezi lety 1977 až 1982 byla přičleněna k městu Čechovice-Dědice.
Charakteristickým prvkem místní krajiny je zástavba bývalého JZD Przełom táhnoucí se podél silnice z Bestwiny do Kaniowa.